# Tröllaskagi
Tröllaskagi é uma península do norte da Islândia.
Está situada entre o fiorde de Skagafjörður (a oeste) e o fiorde de Eyjafjörður (a leste).

É uma península montanhosa com muitos pontos acima dos 1 200 m, com destaque para Kerling com 1 538 m.

Em geral, pouco povoada, conta todavia com um população relativamente elevada nos vales costeiros, onde é praticada agricultura, lado a lado com atividade piscatória. Entre outras localidades, podemos apontar Siglufjörður,Ólafsfjörður e Dalvík.